# Sólido de Kepler-Poinsot

Los sólidos de Kepler-Poinsot con sus símbolos de Schläfli.

Un sólido de Kepler (también llamado sólido de Kepler-Poinsot) es un poliedro regular no convexo, cuyas caras son todas polígonos regulares y que tiene en todos sus vértices el mismo número de caras concurrentes (compárese con los sólidos platónicos).  
Existen solo cuatro tipos, con las denominaciones siguientes:
- Pequeño dodecaedro estrellado
- Gran dodecaedro estrellado
- Gran icosaedro
- Gran dodecaedro

Las caras están solo parcialmente en la superficie del sólido, y las partes expuestas están conectadas únicamente en puntos (si están conectadas de algún modo). Si las partes se cuentan como caras separadas, el sólido deja de ser regular.

## Características
Un sólido de Kepler cubre su esfera circunscrita más de una vez (con una esfera interior y otra exterior), con los centros de las caras como puntos direccionales en los sólidos que tienen caras en forma de pentagrama, mientras que en los otros son los vértices los que cumplen esa función. Por esta razón, no son necesariamente equivalentes topológicos de la esfera como lo son los sólidos platónicos, y en particular la característica de Euler V − E + F = 2 se verifica solamente para el Gran dodecaedro estrellado y para el Gran icosaedro. 
Esto dependerá de cómo se observe el poliedro. Considérese, por ejemplo, el pequeño dodecaedro estrellado. Consiste en un dodecaedro con una pirámide pentagonal en cada una de sus 12 caras. En consecuencia, las 12 caras se extienden a pentagramas con el pentágono central dentro del sólido. La parte externa de cada cara consiste en cinco triángulos conectados por solo cinco puntos. Si se cuentan separadamente, hay 60 caras (pero estas son triángulos isósceles que no son polígonos regulares, en cuyo caso sería un pentaquisdodecaedro). De modo similar, cada lado puede ser contado como tres, pero entonces los habrá de dos tipos. Igualmente, con los "cinco puntos" antes mencionados: en total habrá 20 puntos que pueden contarse como vértices, por lo que habrá un total de 32 vértices (otra vez, de dos tipos). Ahora la ecuación de Euler se verifica: 60 - 90 + 32 = 2.

## Tipos
Hay cuatro sólidos de Kepler distintos:
| Sólidos de Kepler-Poinsot                                               | Sólidos de Kepler-Poinsot     | Sólidos de Kepler-Poinsot | Sólidos de Kepler-Poinsot | Sólidos de Kepler-Poinsot | Sólidos de Kepler-Poinsot | Sólidos de Kepler-Poinsot | Sólidos de Kepler-Poinsot | Sólidos de Kepler-Poinsot | Sólidos de Kepler-Poinsot |
| Nombre                                                                  | Nombre                        | Imagen                    | Caras                     | Caras                     | Aristas                   | Vértices                  | Vértices                  | Simetría                  | Descubridor               |
| ----------------------------------------------------------------------- | ----------------------------- | ------------------------- | ------------------------- | ------------------------- | ------------------------- | ------------------------- | ------------------------- | ------------------------- | ------------------------- |
| K1                                                                      | Pequeño dodecaedro estrellado | Animación                 | 12                        | 12 × pg                   | 30                        | 12                        | 12 × 5/25                 | Ih                        | Johannes Kepler           |
| K2                                                                      | Gran dodecaedro estrellado    | Animación                 | 12                        | 12 × pg                   | 30                        | 20                        | 20 × 5/23                 | Ih                        | Johannes Kepler           |
| K3                                                                      | Gran icosaedro                | Animación                 | 20                        | 20 × te                   | 30                        | 12                        | 12 × 35/2                 | Ih                        | Louis Poinsot             |
| K4                                                                      | Gran dodecaedro               | Animación                 | 12                        | 12 × pr                   | 30                        | 12                        | 12 × 55/2                 | Ih                        | Louis Poinsot             |
| pg = pentagramas; pr = pentágonos regulares te = triángulos equiláteros |                               |                           |                           |                           |                           |                           |                           |                           |                           |

Los dos primeros son estelaciones, es decir, se pueden obtener extendiendo las aristas de otro poliedro.

## Historia

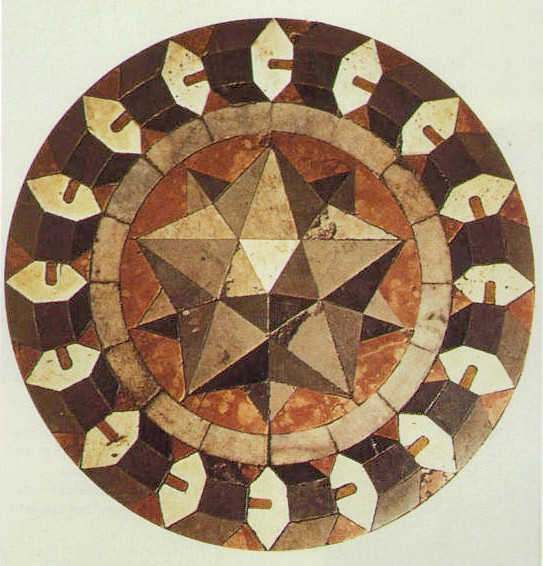
Mosaico del suelo en la basílica de San Marcos, a veces atribuido a Paolo Uccello.

La mayoría de los poliedros de Kepler-Poinsot, si no todos, eran ya conocidos de una forma u otra antes de Kepler. Un pequeño dodecaedro estrellado aparece en una tarsia de mármol (panel de incrustaciones) en el suelo de la basílica de San Marcos de Venecia, Italia. Data del siglo XV y, a veces se atribuye a Paolo Uccello. Wenzel Jamnitzer, en su obra Perspectiva corporum regularium (Perspectivas de los sólidos regulares), un libro de grabados en madera publicado en el siglo XVI, representa el gran dodecaedro y el gran dodecaedro estrellado. Se desprende de la disposición general del libro que consideraba solamente los cinco sólidos platónicos como regulares, y no comprendía la naturaleza periódica de sus grandes dodecaedros.
El pequeño y gran dodecaedro estrellado, a veces llamados poliedros de Kepler, fueron reconocidos por primera vez como regulares por Johannes Kepler en 1619, cuando notó que los dodecaedros estrellados (tanto el grande como el pequeño) se componían de dodecaedros "ocultos" (con caras pentagonales) que tienen caras compuestas de triángulos, tomando la apariencia de estrellas estilizadas. Los obtuvo por estelación del dodecaedro regular convexo, por primera vez, tratándolo como una superficie en lugar de un sólido. Se dio cuenta de que extendiendo los bordes o caras del dodecaedro convexo hasta que se encontrasen de nuevo, se podían obtener pentágonos estrellados. De esta manera construyó los dos dodecaedros estrellados, cada uno con la región convexa central de cada cara "oculta" en el interior, solo con los brazos triangulares visibles. El paso final de Kepler fue reconocer que estos poliedros se ajustaban a la definición de regularidad, aunque fueran cóncavos en lugar de convexos, como sí lo eran los tradicionales sólidos platónicos.
En 1809, Louis Poinsot redescubrió las figuras de Kepler, mediante el ensamblaje de pentágonos estrellados alrededor de cada vértice. También montó polígonos convexos alrededor de los vértices de las estrellas para descubrir dos estrellas más regulares, el gran icosaedro y el gran dodecaedro. Por ello, algunos llaman a estos dos los poliedros de Poinsot. Poinsot no sabía si había descubierto todos los poliedros regulares estrellados.
Tres años más tarde, Augustin Cauchy demostró que la lista por estelación de los sólidos platónicos estaba completa, y casi medio siglo después, en 1858, Joseph Louis François Bertrand proporcionó una prueba más elegante por facetado de ellas.
Al año siguiente, Arthur Cayley dio a los poliedros de Kepler–Poinsot los nombres por los que generalmente son conocidos hoy.
Unos cien años más tarde, John Conway desarrolló una terminología sistemática para las estelaciones hasta un máximo de cuatro dimensiones. Dentro de este esquema, sugirió nombres ligeramente modificados para dos de los poliedros regulares estrellados. Los nombres de Conway han sido considerados de utilidad, pero no han sido ampliamente adoptados.
| Nombre de Cayley | pequeño dodecaedro estrellado | gran dodecaedro              | gran dodecaedro estrellado   | gran icosaedro              |
| Nombre de Conway | dodecaedro estrellado         | gran dodecaedro (sin cambio) | dodecaedro grande estrellado | gran icosaedro (sin cambio) |